# Algedonische Schleife
Der Begriff algedonische Schleife wurde vom britischen Betriebswirt Stafford Beer eingeführt, um das Feedback zu beschreiben, das ein Organismus, eine Organisation oder eine Maschine von der Umwelt erhält. Das Wort algedonisch kommt aus dem Griechischen von αλγος, Schmerz und ηδος, Lust. Es geht dabei ausschließlich um die Steuerung durch Belohnung und Bestrafung von Verhaltensergebnissen und nicht von Verhaltensweisen durch die Umwelt.
Weil dabei das Verständnis von Zusammenhängen (Metasystemen) unberücksichtigt bleibt, kann das bei Menschen zu übertrieben opportunistischem Verhalten führen. Beispiele dafür sind die Entfremdung von der Arbeit oder die Überbewertung von Schulnoten statt von Wissen und Können.